# 徳島県道136号宮倉徳島線
徳島県道136号宮倉徳島線（とくしまけんどう136ごう みやくらとくしません）は、徳島県阿南市から徳島市に至る一般県道である。

## 概要
小松島市内の南部では、徳島県道217号田野勢合線の交点までは片側一車線（両側二車線）以上で整備されているが、それから北部では幅員が狭くなる上に徳島バスも走る路線であるので走行には注意を要する。恩山寺の北側から勝浦川の南岸にかけては国道55号を二度横切りながら走っており、中央線がない区間ばかりである。おおよそ徳島市内は交通量の多い片側一車線（両側二車線）以上の道路ではあるが、道幅も狭い区間が残されている。徳島市八万町の法花大橋近辺では渋滞が頻発しているので走行には注意が必要である。

### 路線データ
- 起点：阿南市羽ノ浦町宮倉本村居内（徳島県道128号阿南羽ノ浦線起点、徳島県道130号大林津乃峰線交点）
- 終点：徳島市万代町1丁目（かちどき橋交差点、国道55号交点、徳島県道120号徳島小松島線起点）
- 距離：15.945 km[1]

## 歴史
- 1959年（昭和34年）1月31日 - 徳島県道24号宮倉徳島線として認定。
- 1972年（昭和47年）3月10日 - 現在の徳島県道136号宮倉徳島線として再認定。

## 路線状況

### 愛称
- 紺屋町シンボルロード（徳島市紺屋町）[2][3][4]　昭和62年度手づくり郷土賞（いきいきとした楽しい街並み）受賞。

### 重複区間
- 徳島県道28号阿南小松島線（小松島市立江町清水 - 小松島市立江町江ノ上）
- 国道55号・国道195号（小松島市芝生町網干 - 小松島市日開野町宗人屋敷）
- 徳島県道16号徳島上那賀線（小松島市前原町宮 - 小松島市江田町大江田・勝浦橋南詰交差点）
- 国道55号・国道195号（小松島市江田町大江田・勝浦橋南詰交差点 - 小松島市江田町敷地前・江田町敷地前交差点）
- 国道438号・国道439号（徳島市南二軒屋町1丁目 - 徳島市東大工町3丁目・東大工町3丁目交差点）

## 地理

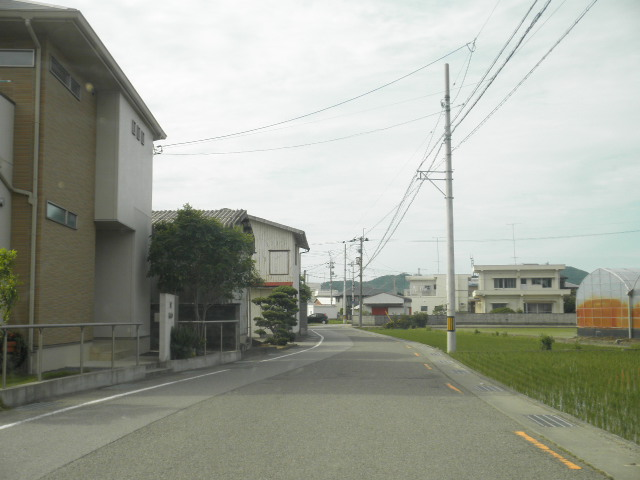
小松島市北部では幅員が狭くなる上に徳島バスも走る路線であるので走行には注意を要する区間である
小松島市芝生町字宮ノ後で撮影

### 通過する自治体
- 徳島県
  - 阿南市 - 小松島市 - 徳島市

### 交差する道路
| 交差する道路                                                  | 市町村名 | 交差する場所         | 交差する場所            |
| ------------------------------------------------------------- | -------- | -------------------- | ----------------------- |
| 徳島県道128号阿南羽ノ浦線 徳島県道130号大林津乃峰線           | 阿南市   | 羽ノ浦町宮倉本村居内 | 起点                    |
| 徳島県道28号阿南小松島線 / バイパス                           | 小松島市 | 立江町馬渕           |                         |
| 徳島県道171号立江停車場線                                     | 小松島市 | 立江町若松           | [ 注釈 1 ]              |
| 徳島県道28号阿南小松島線 重複区間起点                         | 小松島市 | 立江町清水           |                         |
| 徳島県道28号阿南小松島線 重複区間起点                         | 小松島市 | 立江町江ノ上         |                         |
| 徳島県道217号田野勢合線                                       | 小松島市 | 田野町高田           |                         |
| 国道55号 / 徳島南バイパス 重複区間起点 国道195号 重複区間起点 | 小松島市 | 芝生町網干           |                         |
| 徳島県道216号花園日開野線                                     | 小松島市 | 日開野町宗人屋敷     |                         |
| 国道55号 / 徳島南バイパス 重複区間終点 国道195号 重複区間終点 | 小松島市 | 日開野町宗人屋敷     |                         |
| 国道55号 / 徳島南バイパス 国道195号 重複                      | 小松島市 | 日開野町崎田         |                         |
| 徳島県道33号小松島佐那河内線                                  | 小松島市 | 田浦町近里           |                         |
| 徳島県道16号徳島上那賀線 重複区間起点                         | 小松島市 | 前原町宮             |                         |
| 国道55号 / 徳島南バイパス 重複区間起点 国道195号 重複区間起点 | 小松島市 | 江田町大江田         | 勝浦橋南詰交差点        |
| 徳島県道212号新浜勝浦線                                       | 小松島市 | 江田町敷地前         |                         |
| 国道55号 / 徳島南バイパス 重複区間終点 国道195号 重複区間終点 | 小松島市 | 江田町敷地前         | 江田町敷地前交差点      |
| 徳島県道210号大谷西須賀線                                     | 徳島市   | 勝占町惣田           |                         |
| 徳島県道168号地蔵橋停車場線                                   | 徳島市   | 西須賀町中開         |                         |
| 徳島県道209号八多法花線                                       | 徳島市   | 八万町法花谷         |                         |
| 徳島県道203号鮎喰新浜線 / 旧道                                | 徳島市   | 八万町法花           |                         |
| 国道192号 / 徳島南環状道路                                    | 徳島市   | 八万町橋北           |                         |
| 徳島県道203号鮎喰新浜線                                       | 徳島市   | 八万町川南           |                         |
| 国道438号 重複区間起点 国道439号 重複区間起点                 | 徳島市   | 南二軒屋町1丁目      |                         |
| 国道438号 重複区間終点 国道439号 重複区間終点                 | 徳島市   | 東大工町3丁目        | 東大工町3丁目交差点     |
| 国道55号 徳島県道120号徳島小松島線                            | 徳島市   | 万代町1丁目          | かちどき橋交差点 / 終点 |

### 交差する鉄道
- 牟岐線

### 沿線
- 四国八十八箇所19番札所立江寺（小松島市立江町）
- 四国八十八箇所18番札所恩山寺（小松島市田野町）
- 小松島警察署
- JR牟岐線二軒屋駅（徳島市二軒屋町）
- 徳島ガラススタジオ（徳島市勝占町）

## ギャラリー

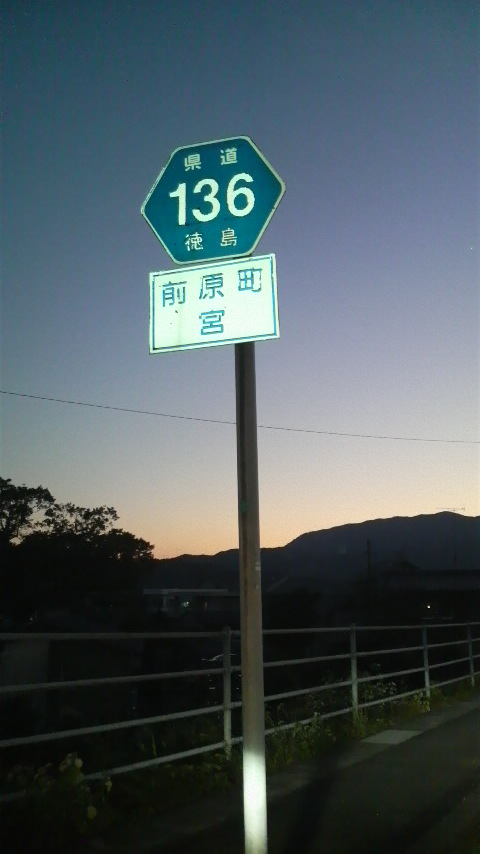
県道標識 （小松島市前原町宮）

阿南市・小松島市

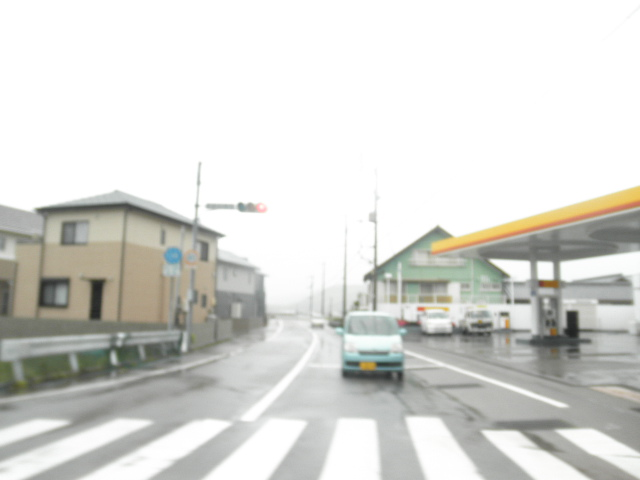
羽ノ浦町宮倉字太田
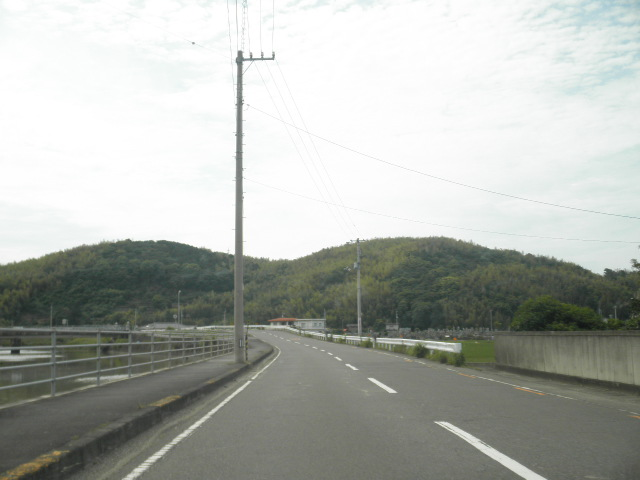
立江町字塩瀬
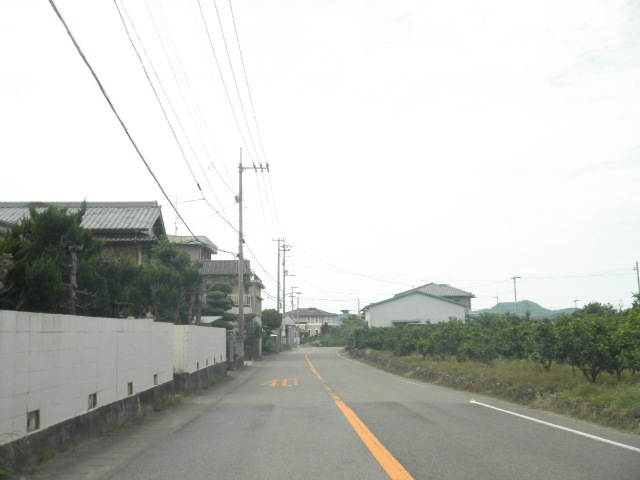
田野町宮ノ下
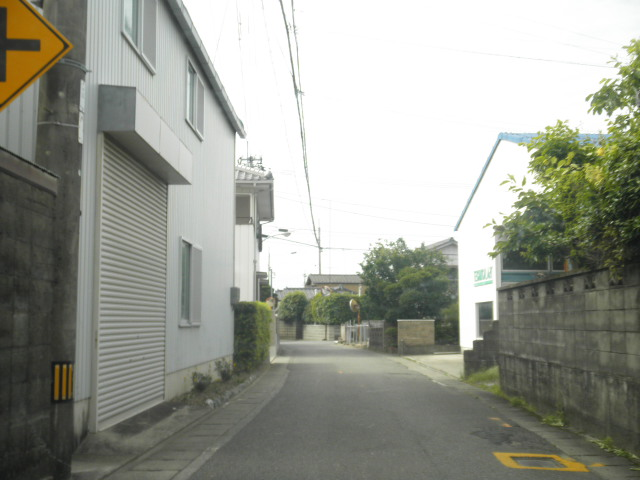
芝生町字西居屋敷
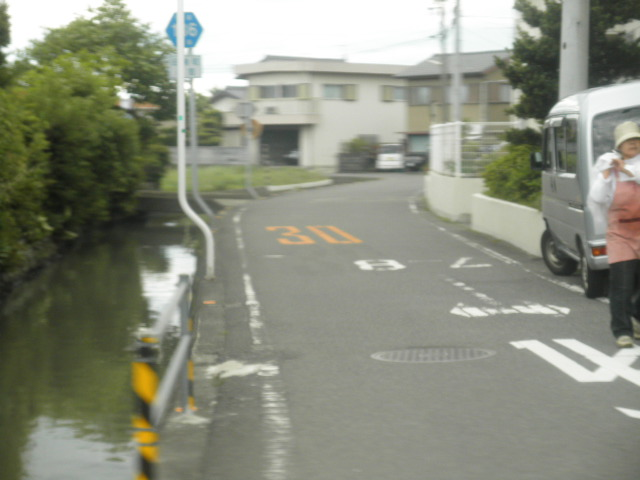
田浦町字近里

徳島市

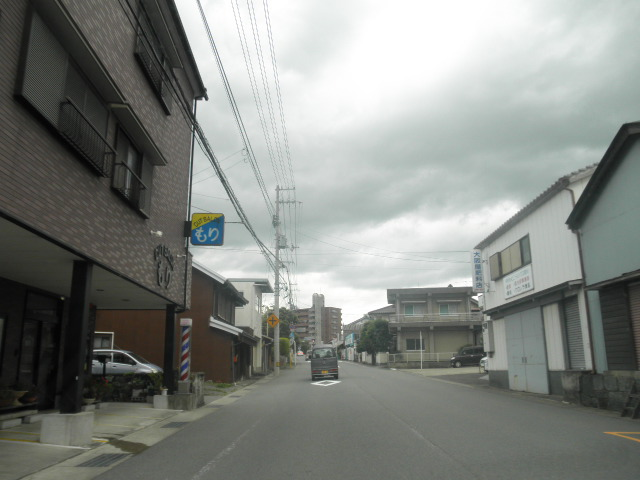
勝占町字下川原
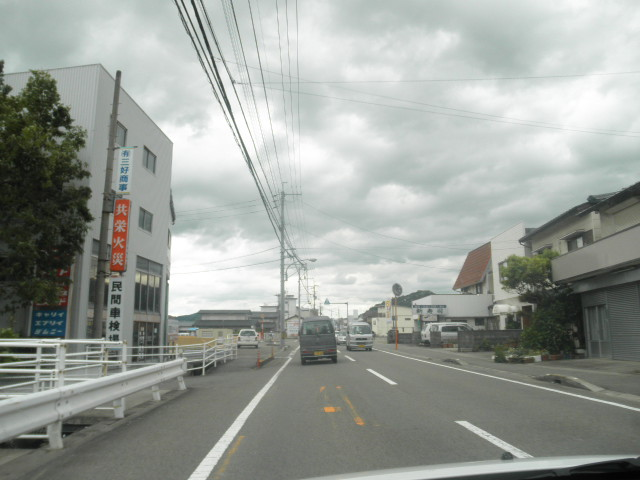
西須賀町字又新堤
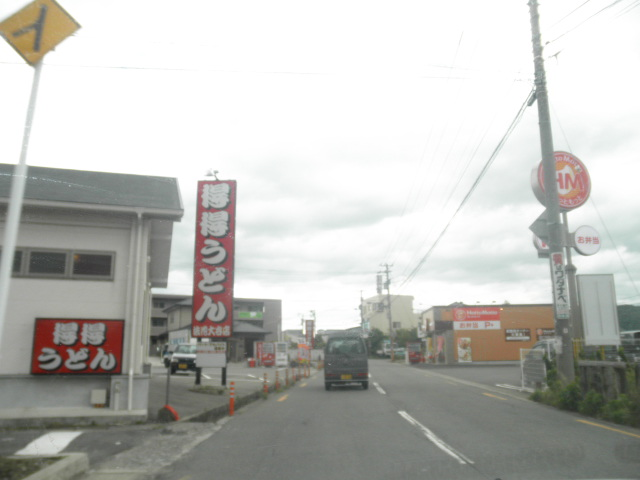
大谷町字新堤
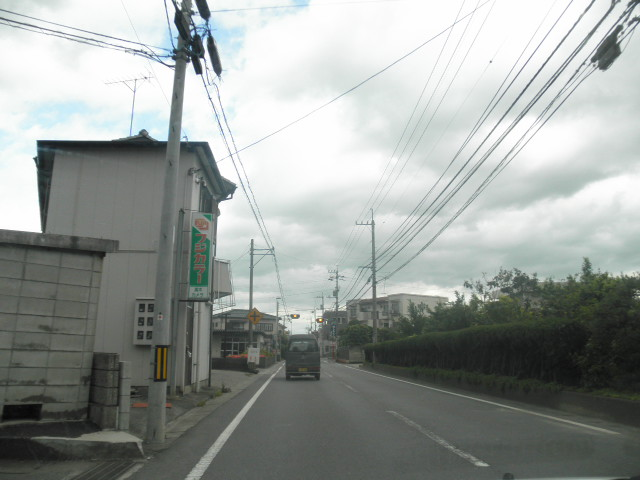
八万町字法花
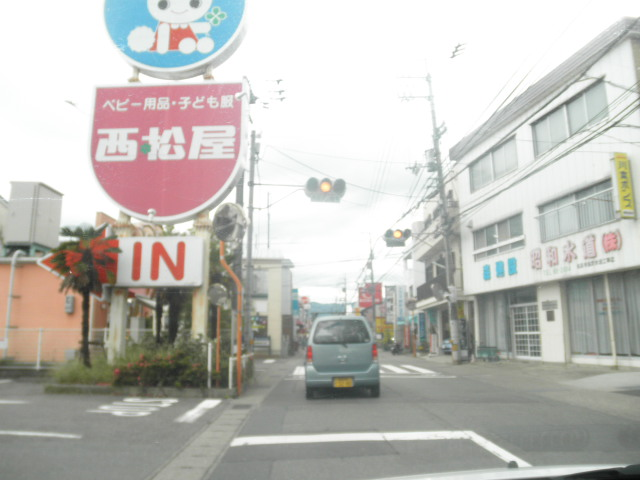
八万町弐丈
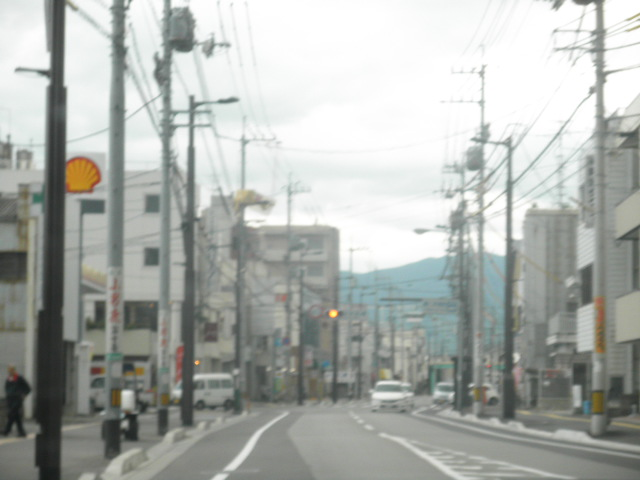
南二軒屋1丁目
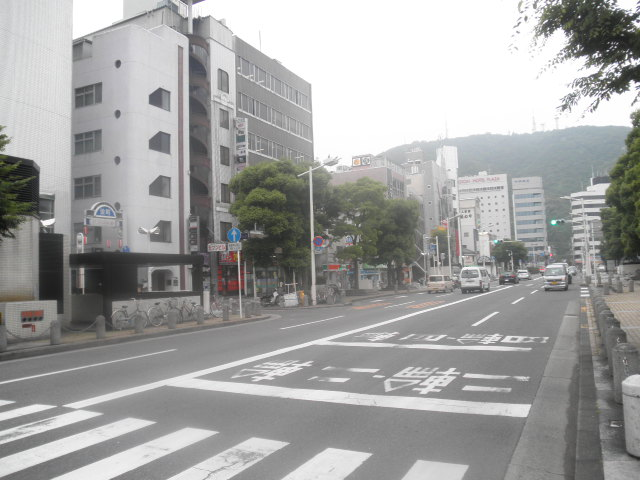
富田橋1丁目

県道標識
- 県道標識
（小松島市前原町宮）